# جون فوجيوكا
جون فوجيوكا (بالإنجليزية: John Fujioka)‏ مواليد 29 يونيو 1925 في هاواي، الولايات المتحدة، هو ممثل أمريكي بدأ مسيرته الفنية سنة 1962.

## الأعمال
- ماش
- أميركان نينجا
- مورتال كومبات
- بيرل هاربر

## روابط خارجية
- جون فوجيوكا على موقع IMDb (الإنجليزية)
- جون فوجيوكا على موقع روتن توميتوز (الإنجليزية)
- جون فوجيوكا على موقع ألو سيني (الفرنسية)
- جون فوجيوكا على موقع أول موفي (الإنجليزية)
- جون فوجيوكا على موقع قاعدة بيانات الأفلام السويدية (السويدية)
- جون فوجيوكا على موقع قاعدة بيانات الفيلم (الإنجليزية)
- جون فوجيوكا على موقع كينوبويسك (الروسية)